# モナスティエール・ディ・トレヴィーゾ
モナスティエール・ディ・トレヴィーゾ（伊: Monastier di Treviso）は、イタリア共和国ヴェネト州トレヴィーゾ県にある、人口約4,400人の基礎自治体（コムーネ）。

## 地理

### 位置・広がり

#### 隣接コムーネ
隣接するコムーネは以下の通り。括弧内のVEはヴェネツィア県所属を示す。
- フォッサルタ・ディ・ピアーヴェ (VE)
- メーオロ (VE)
- ロンカーデ
- サン・ビアージョ・ディ・カッラルタ
- ゼンソン・ディ・ピアーヴェ

### 気候分類・地震分類
気候分類では、zona E, 2337 GGに分類される。
また、イタリアの地震リスク階級 (it) では、zona 3 (sismicità bassa) に分類される。

## 行政

### 分離集落
モナスティエール・ディ・トレヴィーゾには、以下の分離集落（フラツィオーネ）がある。
- Chiesa Vecchia, Fornaci (sede comunale), Pralongo, San Pietro Novello